# Pyrausta adsocialis
Pyrausta adsocialis là một loài bướm đêm trong họ Crambidae.